# 乌尔第三王朝
乌尔第三王朝（英語：Ur III Dynasty），又称新苏美尔帝国（英語：Neo-Sumerian Empire），是苏美尔城邦乌尔建立的政权，它在前2112年—前2004年统治整个美索不达米亚。乌尔王朝是由苏美尔人建立的，此时苏美尔语是官方流通的贵族语言。
乌尔纳姆在约前2113年建立乌尔第三王朝，在位期間统一美索不达米亚南部诸城邦，此时在《苏美尔王表》上，“天赋王权”第三次转移到了乌尔城，因此后世称其为“乌尔第三王朝”。此前两河流域经历阿卡德帝国和古提人统治之后，苏美尔人再次掌握了美索不达米亚政权，因此乌尔第三王朝也被视作苏美尔人的复兴时期。乌尔第三王朝的统治持续了前21世纪，在乌尔纳姆之子舒尔吉的统治下推向繁荣。舒勒吉、阿马尔辛去世后，乌尔第三王朝衰落。约前2004年，埃兰人击灭了乌尔第三王朝。
我们已知的乌尔第三王朝时期的书面文献数量，是非常可观的，其中绝大多数是行政性质的，这使我们对这个王国的运作和其社会、经济的某些方面有了重要的了解。

## 历史

### 乌尔纳姆
阿卡德王国灭亡后，蛮族古提人统治苏美尔地区，虽然其间有些苏美尔城邦保持着相对的独立和繁荣，譬如乌鲁克、拉格什。
公元前2120年，渔夫出身的乌鲁克人乌图赫加尔成为乌鲁克王，并且打败了古提人，俘获了古提人的末代国王梯里根，乌图赫加尔占领乌尔后任命乌尔纳姆治理乌尔。乌图赫加尔与乌尔纳姆的关系现在仍是史学界研究的课题，一说乌尔纳姆是乌图赫加尔的弟弟，另一说乌尔纳姆则是乌图赫加尔的女婿。但可能在乌图赫加尔尚在世时，乌尔纳姆就已经与他反目为仇，不臣服于他了。
约公元前2112年，乌图赫加尔死于一场意外（或者可能是阴谋）。此后乌尔纳姆南征北战，继阿卡德王国以后，统一整个美索不达米亚，建立起了强大的中央集权制王朝。
乌尔纳姆留给后人一部《乌尔纳姆法典》，今天考古所得的只是这部法典的一小部分。《乌尔纳姆法典》是部成熟的法律，苏美尔文明的法制体系经历了很长时间的发展。《乌尔纳姆法典》可视为人类文明史上现存的最早的成文法。烏尔纳姆在位期间在全国各地大兴土木，其中位于乌尔的巨大神庙至今仍可供人凭吊。乌尔纳姆开始使用了“苏美尔和阿卡德之王，四方之王”的称号。

### 舒尔吉
乌尔纳姆之子。这位国王在位时间长达48年。

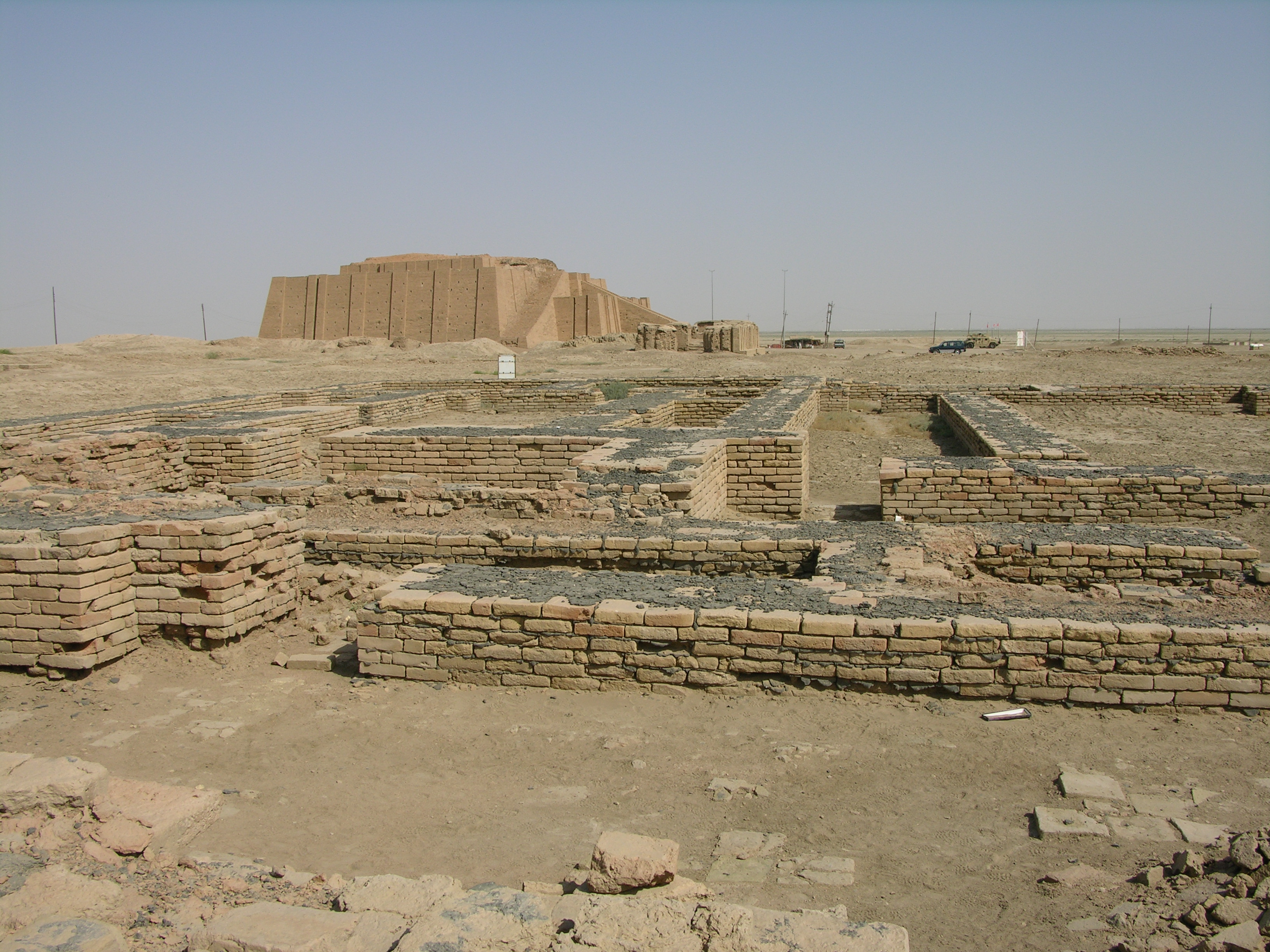
乌尔城遗迹，背后是乌尔大塔庙

他在位的前二十年里缺乏战争记录，主要服务于对苏美尔各城邦的建设、建筑修复行动。乌尔王朝著名的BALA税制系统可能在此时成型。
他的第二十年，国家可能出现过一次动荡，乌尔的市民被组织起来参加军队。此后，舒尔吉开启了对扎格罗斯山脉的征服活动，攻克Simurrum、Lullubi等许多民族，还将埃兰全境控制在乌尔统治下。
舒尔吉晚年，他征服的地区可能发生了叛乱，这导致他的最後几年年名里总是出现重复的「征服」活动。

### 阿马尔辛
《苏美尔王表》将他视作舒尔吉之子，但有些学者认为他是斡那穆的某个旁支子孙，篡夺了舒尔吉的王位。
阿马尔辛的统治以武力征服为主，他有力镇压了舒尔吉时期扎格罗斯山区的叛乱。

### 舒辛
《苏美尔王表》将他视作阿马尔辛之子，他也可能是舒尔吉之子。在他统治期间，阿马尔辛之子伊尔南那担任国相，权力极大。
舒辛在位的第四年，为了抵御阿摩利人的入侵，在乌尔王朝的西境修筑了一道「西墙」。

### 伊比辛
《苏美尔王表》将他视作舒辛之子，他也可能是舒尔吉的另一个儿子。
伊比辛在位初年，苏美尔各城邦先後独立不服从他的统治，阿摩利人也大量进入美索不达米亚，给乌尔第三王朝带来重大打击。伊比辛在位第四年，埃兰被锡玛什基人控制，成为王朝的劲敌。
伊比辛派往镇守伊辛的伊什比埃拉对国王怀有贰心，在乌尔城困难之际囤积粮食要胁国王。他在伊比辛8年（前2021年）独立，从此伊比辛只能控制乌尔、乌鲁克一带狭窄地区。
伊比辛25年（前2004年），埃兰进兵乌尔，伊比辛被俘，下场不明。乌尔第三王朝灭亡。
伊比辛被俘以后，伊什比埃拉率军夺回乌尔城，并征服大部分苏美尔地区，以乌尔第三王朝继承者自居，史称伊辛第一王朝。但是伊辛第一王朝疆域并不大，统治不到一个世纪就又有拉尔萨王朝与之对立。
此后直至漢摩拉比的巴比仑第一王朝时，美索不达米亚才被重新统一。

## 附註
1. ↑  年份采用中年表，下同。
2. ↑  年份采用中年表，下同。
3. ↑  于殿利. . 北京师范大学出版社. 2013: 127. ISBN 9787303167159.
4. ↑  于殿利. . 北京师范大学出版社. 2013: 133. ISBN 9787303167159.
5. 1 2 3  Piotr Michalowski. . Literature as Politics, Politics as Literature: Essays on the Ancient Near East in Honor of Peter Machinist. 2013: 285. doi:10.1515/9781575068671-017.
6. ↑  RIME 3/2.1.4.13
7. ↑  .   [2025-01-07]. （原始内容存档于2024-07-25）.